# Bupleurum khasianum
Bupleurum khasianum är en flockblommig växtart som först beskrevs av Charles Baron Clarke, och fick sitt nu gällande namn av P.K.Mukh. Bupleurum khasianum ingår i släktet harörter, och familjen flockblommiga växter. Inga underarter finns listade i Catalogue of Life.